# 渡辺淳弥
渡辺 淳弥（わたなべ じゅんや、1961年 - ）はファッションデザイナー。株式会社コムデギャルソン取締役副社長。

## 来歴
福島県出身。1984年に文化服装学院デザイン科を卒業後、コム・デ・ギャルソンに入社。パタンナーとして川久保玲の元で学ぶ。1987年にトリコ コム デ ギャルソンのデザイナーに就任。1992年にレディースラインのジュンヤ ワタナベ コム デ ギャルソンのチーフデザイナーに就任し、東京コレクションに参加。1993年からパリコレクションに参加。
2001年よりメンズラインのCOMME des GARCONS JUNYA WATANABE MANを開始。2002年のA/Wよりコム デ ギャルソン・オムのデザインを川久保玲とともに手がけ、トリコ・コム デ ギャルソンが栗原たおの担当になる。2003年よりレディースラインのCOMME des GARCONS JUNYA WATANABE MAN PINKを日本国内のみで開始。2005年より株式会社コムデギャルソン取締役副社長を務める。

## 受賞歴
- 1995年 日本ファッション・エディターズ・クラブ（FEC）デザイナー賞[2]
- 1999年 第17回毎日ファッション大賞受賞[3]

## 大衆文化
- ビョークがジュンヤ・ワタナベの服を着ることで有名。
- 人気ラッパーのカニエ・ウェストが、アルバム『Donda』に敬意を表すために『Junya』『Junya pt 2』の2曲を収録している[4]。

## 主なブランド名
- ジュンヤ・ワタナベ・コム デ ギャルソン（JUNYA WATANABE COMME des GARCONS）
- コム デ ギャルソン ジュンヤ・ワタナベ・マン（COMME des GARCONS JUNYA WATANABE MAN）